# The Blackbyrds (álbum)
The Blackbyrds es el primer álbum de estudio del grupo musical estadounidense del mismo nombre. Fue publicado en abril de 1974 por el sello discográfico Fantasy Records.

## Grabación y contenido
The Blackbyrds se grabó y mezcló entre octubre de 1973 hasta marzo de 1974 en los estudios Fantasy, en Berkeley, California. El álbum contiene un total de ocho canciones. Dos de las canciones fueron escritas por el propio Mizell, y cuatro fueron escritas o coescritas por Donald Byrd. Los músicos de sesión incluían a Oscar Brashear en la trompeta  y el fliscorno, David Williams en el bajo y Ray Armando en la percusión.

## Ilustración y empaque
La portada exterior delantera y trasera del lanzamiento en vinilo original muestra una pintura de 1890 de Vincent van Gogh titulada Trigal con cuervos. La portada interior incluye una fotografía, tomada por Phil Bray, de los miembros de The Blackbyrds.

## Recepción de la crítica
Un escritor no especificado de Billboard elogió la excelente mezcla de voces y maestría musical de The Blackbyrds, y escribió: “A menudo, grupos excelentes como este se pierden detrás de un líder brillante como Byrd, y el oyente está dispuesto a tener la oportunidad de beneficiarse de la banda como solista y con Byrd, con quien seguirán tocando. El mejor material presenta voces grupales ligeramente detrás de los instrumentos”. Un escritor no especificado de la revista Cash Box declaró: “Celebrado durante mucho tiempo como uno de los grupos interpretativos más poderosos del Sur, el nuevo LP Fantasy de los Blackbyrds es uno de esos raros y deliciosos placeres que te deja inconsciente desde la primera frase musical hasta el último estribillo. Aquí todas las piezas encajan en los lugares correctos y el resultado es una obra de arte. Las armonías del grupo son impecables y la musicalidad totalmente profesional”.

## Lista de canciones
| Lado uno |                |                  |          |  |
| N.º      | Título         | Escritor(es)     | Duración |  |
| 1.       | «Do It, Fluid» | Donald Byrd      | 5:27     |  |
| 2.       | «Gut Level»    | Lincoln Ross     | 4:08     |  |
| 3.       | «Reggins»      | Larry Mizell     | 4:05     |  |
| 4.       | «The Runaway»  | Kevin Toney Byrd | 4:13     |  |

| Lado dos |                   |                   |          |  |
| N.º      | Título            | Escritor(es)      | Duración |  |
| 1.       | «Funky Junkie»    | Byrd              | 7:01     |  |
| 2.       | «Summer Love»     | Allan Barnes      | 5:08     |  |
| 3.       | «Life Styles»     | Mizell            | 3:13     |  |
| 4.       | «A Hot Day Today» | Barney Perry Byrd | 3:16     |  |

## Créditos y personal
Créditos adaptados desde las notas de álbum de The Blackbyrds.
The Blackbyrds
- Joe Hall – voces, bajo eléctrico
- Keith Killgo – voces, batería
- Kevin Toney – voces, teclados, melódica, sintetizador
- Barney Perry – voces, guitarra
- Allan Barnes – voces, saxofón tenor y soprano
- Perk Jacobs – voces, percusión

Músicos adicionales
- Oscar Brashear – trompeta, fliscorno en «Do It, Fluid», «Reggins», «The Runaway» y «Life Styles»
- David Williams – bajo eléctrico en «Do It, Fluid», «Reggins», «The Runaway» y «Life Styles»
- Ray Armando – percusión en «Do It, Fluid», «Reggins», «The Runaway» y «Life Styles»

Personal técnico
- Larry Mizell – productor
- Orrin Keepnews – supervisor
- Jim Stern – ingeniero de audio, mezclas
- Roberta Flack – notas de álbum
- Vincent Van Gogh – ilustración
- Phil Bray – fotografía